# Sarang Torop
Sarang Torop is een bestuurslaag in het regentschap Serdang Bedagai van de provincie Noord-Sumatra, Indonesië. Sarang Torop telt 200 inwoners (volkstelling 2010).